# Walenpfad
Als Walenpfad wird die Schweizer Wanderroute 573 (eine von 269 lokalen Routen) in den Urner Alpen bezeichnet. Sie beginnt bei Ristis (oberhalb von Engelberg) im Schweizer Kanton Obwalden und führt zur Bannalp (oberhalb von Oberrickenbach) in Nidwalden.
Der Startpunkt ist von Engelberg mit einer Luftseilbahn zu erreichen. Die Wegstrecke beträgt 11 Kilometer, es sind 780 Höhenmeter im Aufstieg und 660 im Abstieg zu überwinden; die Wanderzeit dürfte bei etwa vier Stunden liegen.

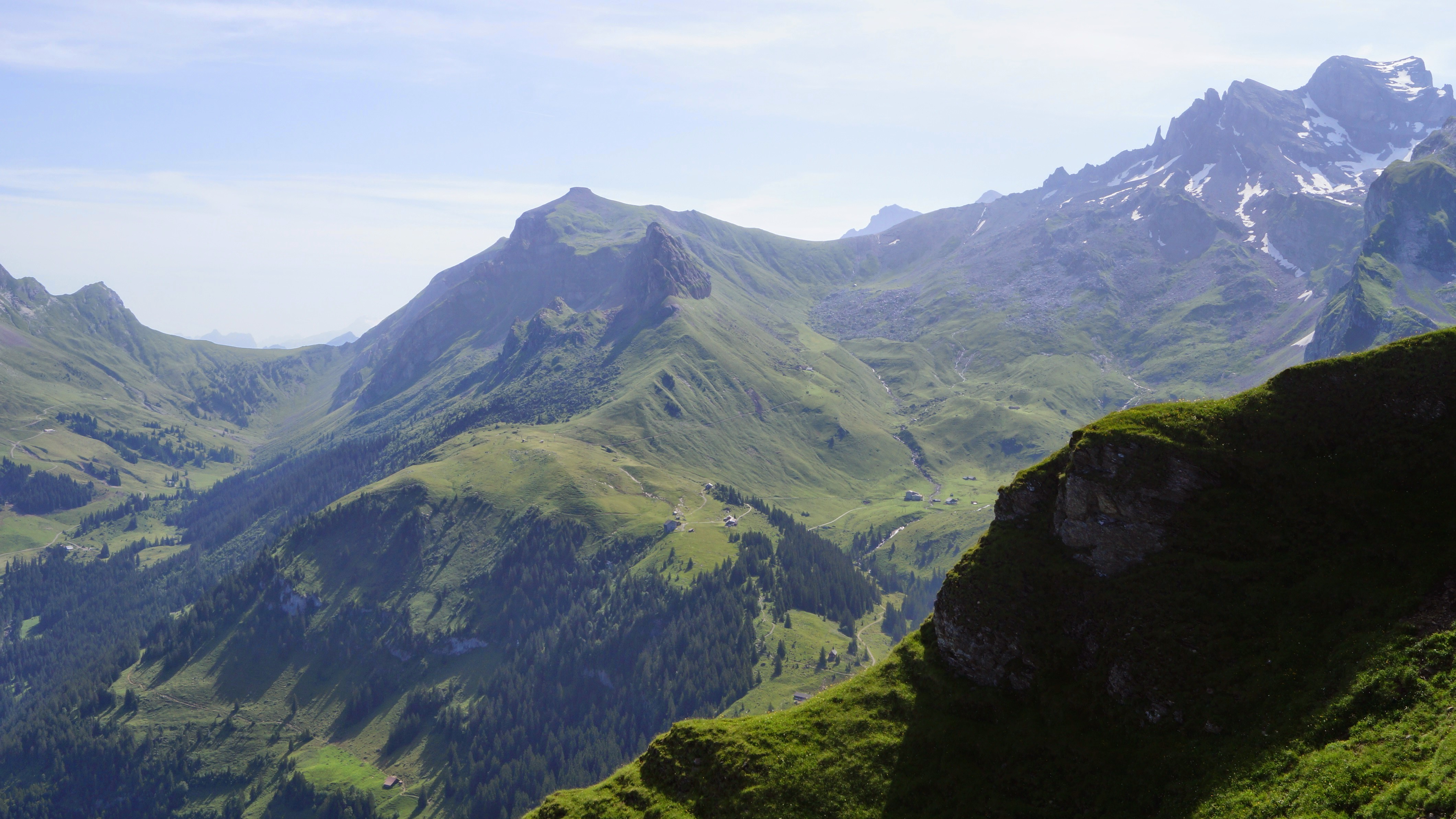
Blick vom Walegg nach Osten.

Höchster Punkt ist die Querung des Grats Walegg in einer Höhe von 1951 m ü. M., nachdem man die Walenalp (1648 m ü. M., Einkehrmöglichkeit) passiert hat. Von dort besteht die Möglichkeit, nach Brunniswald abzusteigen, von wo man mit einer kleinen Luftseilbahn nach Grafenort (Zentralbahnanschluss) gelangt.

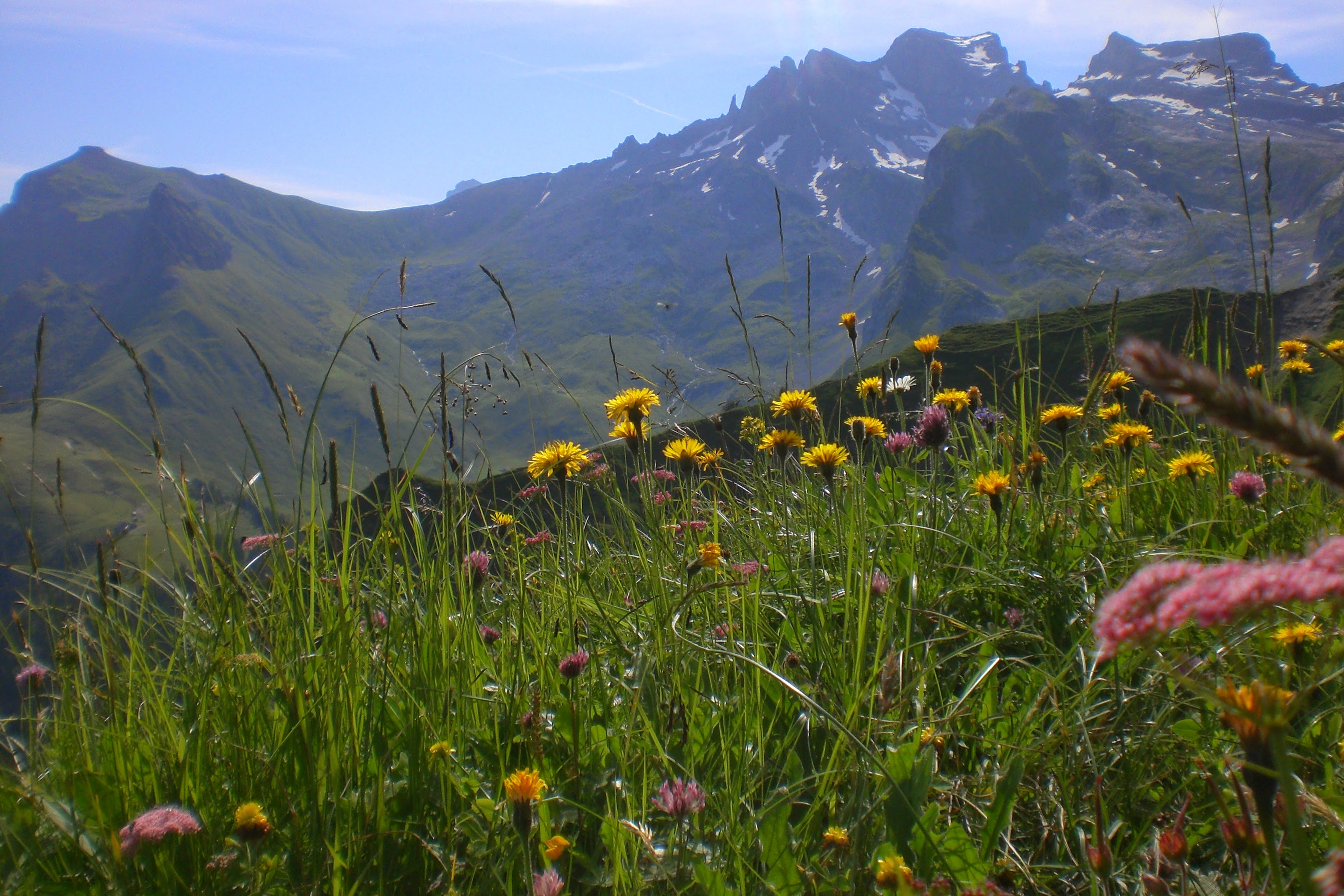
Unterhalb des Waleggs auf Nidwaldener Seite.

Vom Zielpunkt oberhalb des Bannalpsees erreicht man mit einer Luftseilbahn Oberrickenbach, wo eine Busverbindung ins Engelbergertal (Station Wolfenschiessen) besteht.

## Nachweise
1. ↑  Alle lokalen Routen bei SchweizMobil.
2. ↑  Lage & Höhe gemäß SwissTopo (Karten der Schweiz).